# Catedral de Nuestra Señora Inmaculada

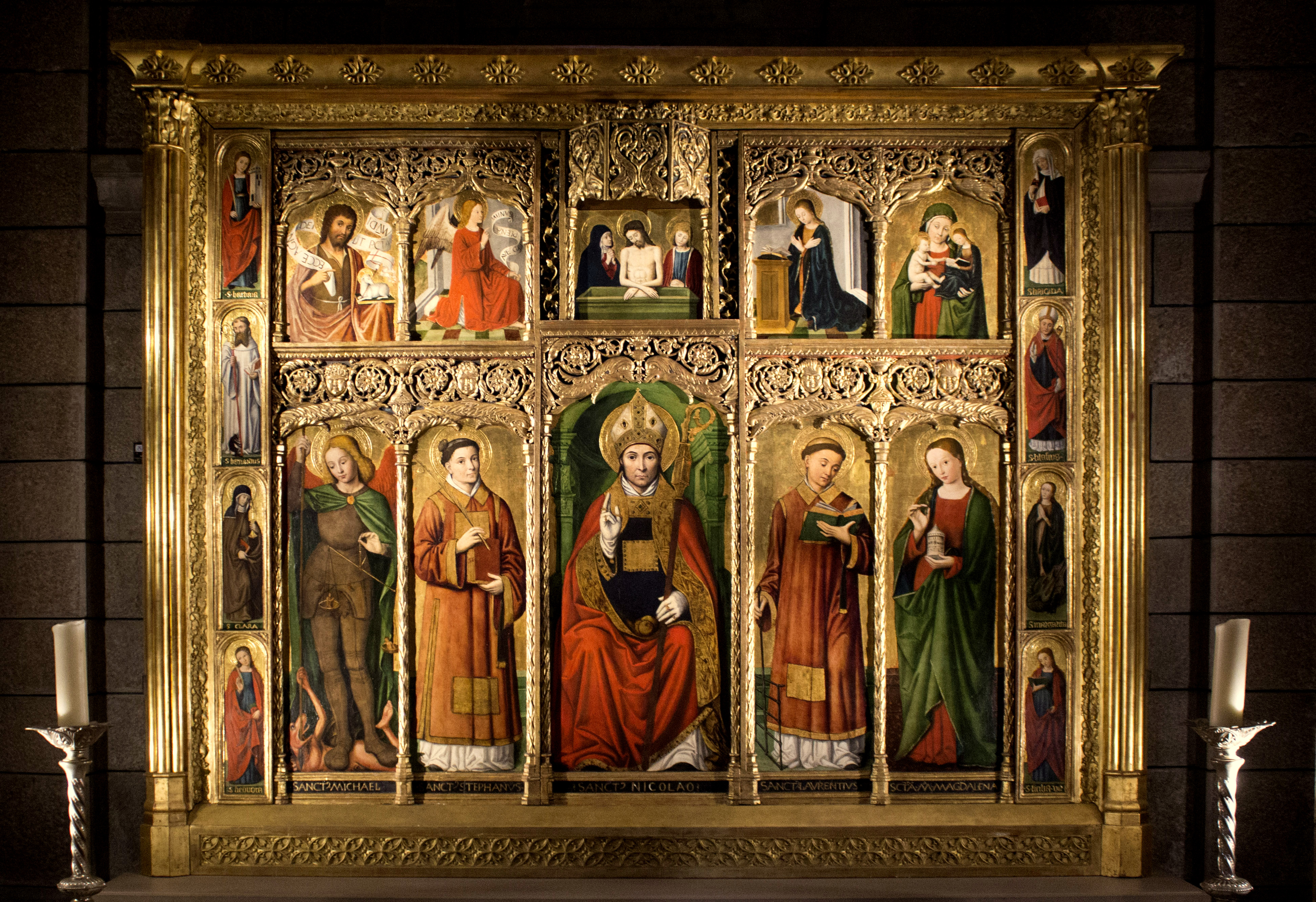
Retablo de San Nicolás - Ludovico Brea, 1500

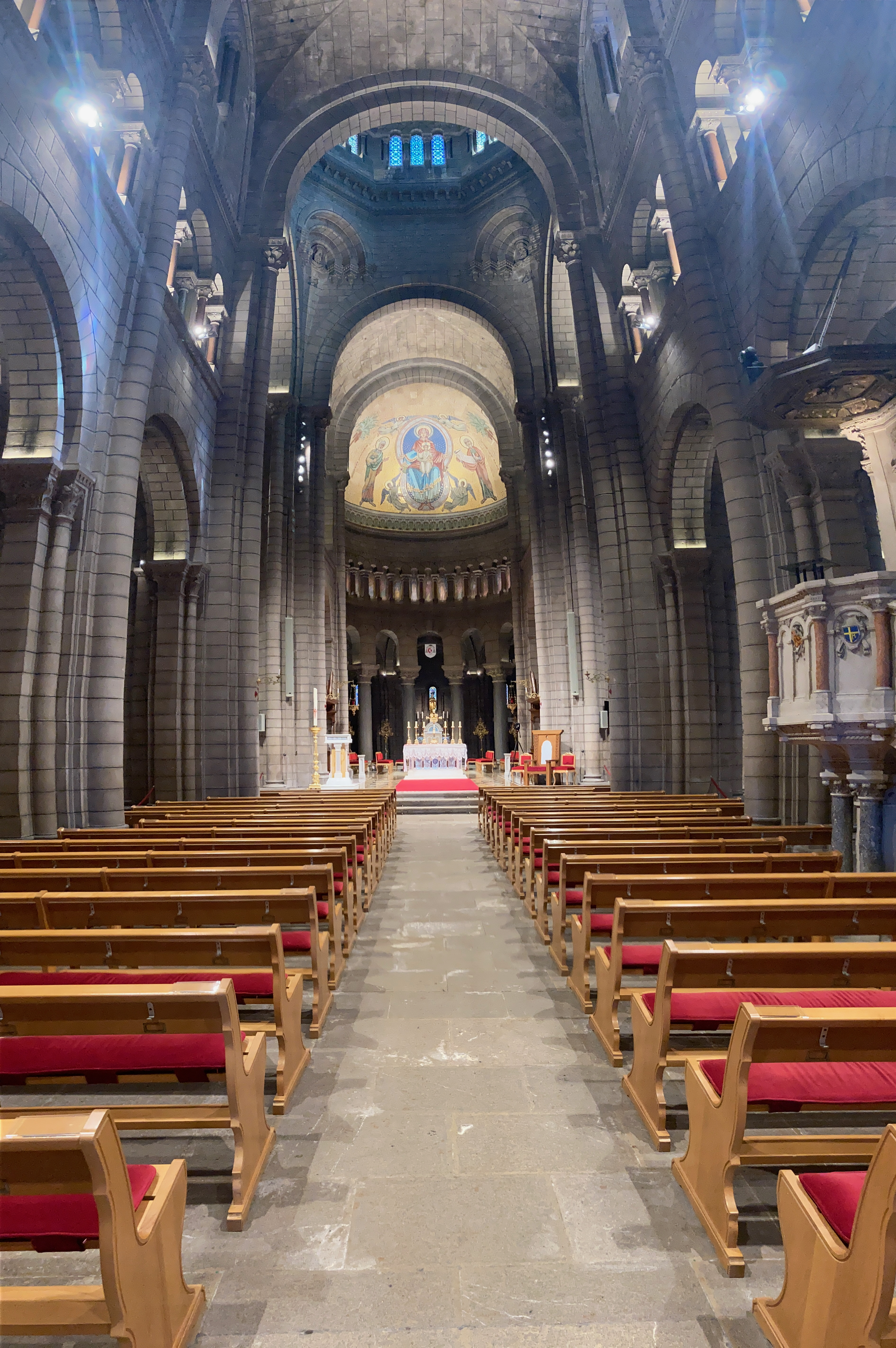
Interior del templo

La catedral de Nuestra Señora Inmaculada (en francés: Cathédrale de Notre-Dame Immaculée), conocida también como catedral de Mónaco (en francés: Cathédrale de Monaco), es la catedral de Monaco-Ville, Principado de Mónaco. Es la catedral de la arquidiócesis de Mónaco y el principal lugar de culto del país, cuya religión oficial es el catolicismo. 
Destaca por ser el lugar de enterramiento preferido por la casa de los Príncipes soberanos, la dinastía Grimaldi; así, alberga las sepulturas de los príncipes Raniero III y Grace de Mónaco, padres del actual soberano, Alberto II. 
La catedral actual ocupa el lugar de lo que fue la primera iglesia parroquial de Mónaco, construida en 1252 y dedicada a san Nicolás que fue destruida en 1874. La primera piedra de la catedral se colocó el 6 de enero de 1875 y los trabajos se completaron el 12 de noviembre de 1903, aunque no fue consagrada hasta 1911. La monumental fachada sigue los patrones del estilo Neorrománico, con profusión de arquerías, frisos esculpidos, canecillos y estatuas. El paño central de la misma está centrado por un gran rosetón y rematado por un relieve representando al Pantocrátor. 
En el interior, destaca un retablo (circa 1500) a la derecha del crucero, representando al patrón de la catedral, san Nicolás, varios santos, la Piedad y la Anunciación; es obra del pintor Ludovico Brea. Otro altar, anónimo, de la misma época, representa a santa Devota y otros santos; un relicario en el transepto alberga los restos mortales de esta misma Santa, patrona del Principado. El altar mayor y el trono episcopal son de mármol de Carrara blanco; el casquete del ábside se decora con mosaicos de teselas doradas. Al exterior, además de la fachada, predominan las líneas severas y elegantes propias del Neorrománico, destacando la cabecera, rematada por ábsides semicirculares, y las dos torres que flanquean el crucero.
Los servicios litúrgicos tienen lugar en las principales festividades religiosas del Principado, como el día de Santa Devota (patrona de Mónaco, 27 de enero) y la Fiesta nacional (19 de noviembre). En días festivos y durante los conciertos de música religiosa, se puede escuchar el magnífico órgano, inaugurado en 1976.
Desde septiembre hasta junio, “Les Petits Chanteurs de Monaco” (Los pequeños cantores de Mónaco) y los cantantes de la escuela del coro de la catedral cantan durante la misa cada domingo a las 10:00 a. m. Otra fecha señalada es la misa que se celebra cada año el 6 de diciembre, cuando los niños se reúnen para celebrar y rememorar la vida de San Nicolás. 
La catedral, a veces, también se denomina como Catedral de San Nicolás.